# 886 Washingtonia
886 Washingtonia је астероид главног астероидног појаса. Приближан пречник астероида је 90,56 , 
а средња удаљеност астероида од Сунца износи 3,179 астрономских јединица (АЈ). 
Инклинација (нагиб) орбите у односу на раван еклиптике је 16,830 степени, а орбитални период износи 2070,967 дана (5,670 година). Ексцентрицитет орбите астероида износи 0,263. 
Апсолутна магнитуда астероида износи 8,70 а геометријски албедо 0,071.
Астероид је откривен 16. новембра 1917. године.